# Johann Franz Lüders
Johann Franz Lüders (* 31. Juli 1695 in Hamburg; † 11. Februar 1760 in Hannover) war ein deutscher Hofmaler und Hofdekorateur mit Zuständigkeit für die hannoversche Oper.

## Leben

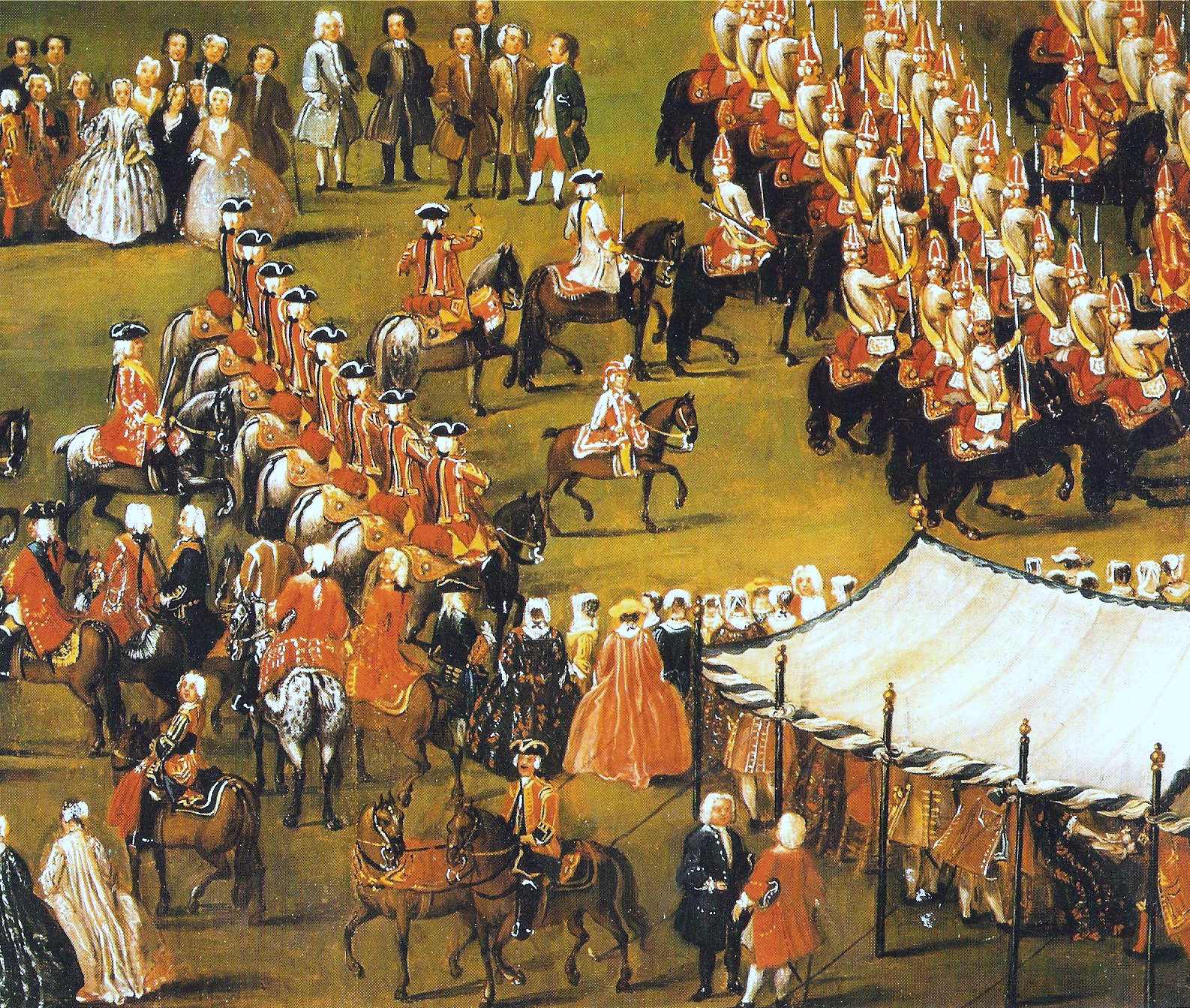
„Die Revue von Bemerode“, Ausschnitt mit Georg II. von England (links) und dem jungen Prinz Wilhelm August

Johann Franz Lüders wurde als Sohn des 1689 zum Maleramtsmeister in Hamburg gewählten Hans Lüders († 1708) und der ebenfalls aus einer Malermeisterfamilie stammenden Anna Lucia, geborene Kamphusen geboren. Er heiratete vor 1729 Sophie Eleonore Wilhelmina Lafontaine (* 1701 in Celle; † 1764 in Hannover), die älteste Tochter des in Celle und Hannover tätigen Hofmalers Georg Wilhelm Lafontaine und Patenkind der hannoverschen Kurfürstin Sophie, der Eleonore d’Olbreuse und des Georg Wilhelm, Herzog von Braunschweig-Lüneburg.
Zu den bekanntesten Arbeiten Lüders gehört das mehr als acht Meter breite Panoramagemälde „Die Revue von Bemerode“ im Historischen Museum Hannover. Das Monumentalwerk zeigt die Parade des englischen Königs und hannoverschen Kurfürsten Georg II., der während der Zeit der Personalunion zwischen Großbritannien und Hannover 1735 seine hannoverschen Stammlande besuchte. Auf dem Gemälde sind mehr als 2500 Figuren abgebildet, „darunter Tiroler Händlerinnen in Tracht und Mustapha, [...] Kammerdiener des englischen Herrschers. Dass Affären bei Hofe gang und gäbe waren, wird in der Person der Amalie Sophie von Wallmoden verdeutlicht, der der Titel Gräfin von Yarmouth zugesprochen wurde. Die Sänfte wie auch das Porträt der Favoritin Georg II. ist im Museum zu sehen.“

## Werke (Auswahl)
- 1735: Abbildung der Musterung von 10 Battaillonen und 15 Esquadronen ...[6]
- um 1739 für König Georg II. fertiggestellt: „Generalrevue bei Bemerode vom 25. Juni 1735“;[1] Die Revue der kurhannoverschen Armee bei Bemerode 1735[7] mit mehr als 2500 Einzelfiguren ausgemalt; Öl auf Leinwand in zwei Hälften, insgesamt 179 × 808 cm[1]
- 1740: „Lichterfest mit Maskerade im Gartentheater von Herrenhausen“;[1] Illumination des Großen Gartens in Herrenhausen[8] Öl auf Leinwand, 30 × 40 cm, 2007 auf Schloss Marienburg[1]